# Автошлях Н 26
Автошля́х Н 26 — автомобільний шлях національного значення на території України.
Починається в місті Чугуїв, проходить через смт Малинівка E40 М03, села Коробочкине, Дослідне, смт Шевченкове Т 2110, села Первомайське, Грушівка, місто Куп'янськ Р79, села Кучерівка, Петропавлівка, селище Новоселівське, село Куземівка, Р66, місто Сватове Т 1307Т 1312, села Містки, Калмиківка, Левадне, Підгорівка, місто Старобільськ Т 1313Т 1302Т 1308Н21, села Оріхове, Євсуг, смт БіловодськТ 1314, села Стрільцівка, Новострільцівка, Зарічне, Великоцьк і закінчується в смт МіловеТ 1307 на кордоні з Росією.

## Загальна довжина
Чугуїв — Мілове (через Старобільськ) — 298,3 км. До 9 серпня 2017 року автошлях мав нумерацію Р07.

## Історія
12 липня 2014 року російські окупанти підірвали міст через річку Айдар. В результаті вибуху пошкоджено два прогони мосту з шести. Об'їхати пошкоджений міст можна через села Титарівка та Новоселівка.
У 2019 році розпочався ремонт автомобільного мосту через річку Красна у місті Сватове. Була армована з'єднувальна плита, укладено бетон, а також в ході робіт має бути встановлене освітлення. На цей час міст є лише пішохідним, а для руху транспорту влаштовано низьководний об'їзд. Завершити роботи було заплановано до кінця літа 2019 року[уточнити].